# Bolbapium sculpturatum
Bolbapium sculpturatum es una especie de coleóptero de la familia Geotrupidae.

## Distribución geográfica
Habita en Paraguay, Brasil y Argentina.